# Pseudacteon formicarum
 Pseudacteon formicarum — вид паразитичних мух горбаток з підродини Metopininae.

## Поширення
Європа.

## Опис
Як хазяїв ця паразитична муха використовує мурашок Lasius alienus, Lasius niger, Lasius emarginatus, Lasius flavus, Lasius fuliginosus, Formica sanguinea,Myrmica lobicornis та інших.